# Châsse de saint Calmin et de sainte Namadie
Pour un article plus général, voir Calmin.
La châsse de saint Calmin et de sainte Namadie est le reliquaire en forme de châsse qui constitue la majeure partie du trésor des moines de l'abbaye de Mozac. Elle est une pièce maîtresse de l'émaillerie limousine de la fin du XIIe siècle. 
Cette châsse est exposée de manière permanente dans le bras sud du transept de l'église abbatiale Saint-Pierre de Mozac. 
Elle a été conservée grâce à un habitant du village et conseiller municipal, Jean Ozenne (1756- † 1832), qui la dissimula durant la période révolutionnaire à la fin du XVIIIe siècle.
Elle a été classée au titre des objets Monument historique en 1901.

## Une première châsse brisée
Avant l'existence de cette châsse, les reliques étaient déposées, derrière l’autel de saint Pierre, dans un coffre en bois teinté d’une intense couleur rouge. Mais en 1122 et en 1126, les troupes du roi Louis VI le Gros vinrent en Auvergne pour contraindre le comte Guillaume VI à la paix avec Aimeric, évêque de Clermont. Le comte d'Auvergne avait pris la cathédrale de Clermont mais aussi l'église abbatiale de Mozac qu'il avait fait fortifier contre le roi. Les soldats du roi conquirent au premier assaut l'abbaye de Mozac. Ils fouillèrent l'église et brisèrent la première châsse de saint Calmin et de sainte Namadie, pensant qu'elle contenait une grande quantité d'or.

## Description de la châsse actuelle

### Fonctions et caractéristiques

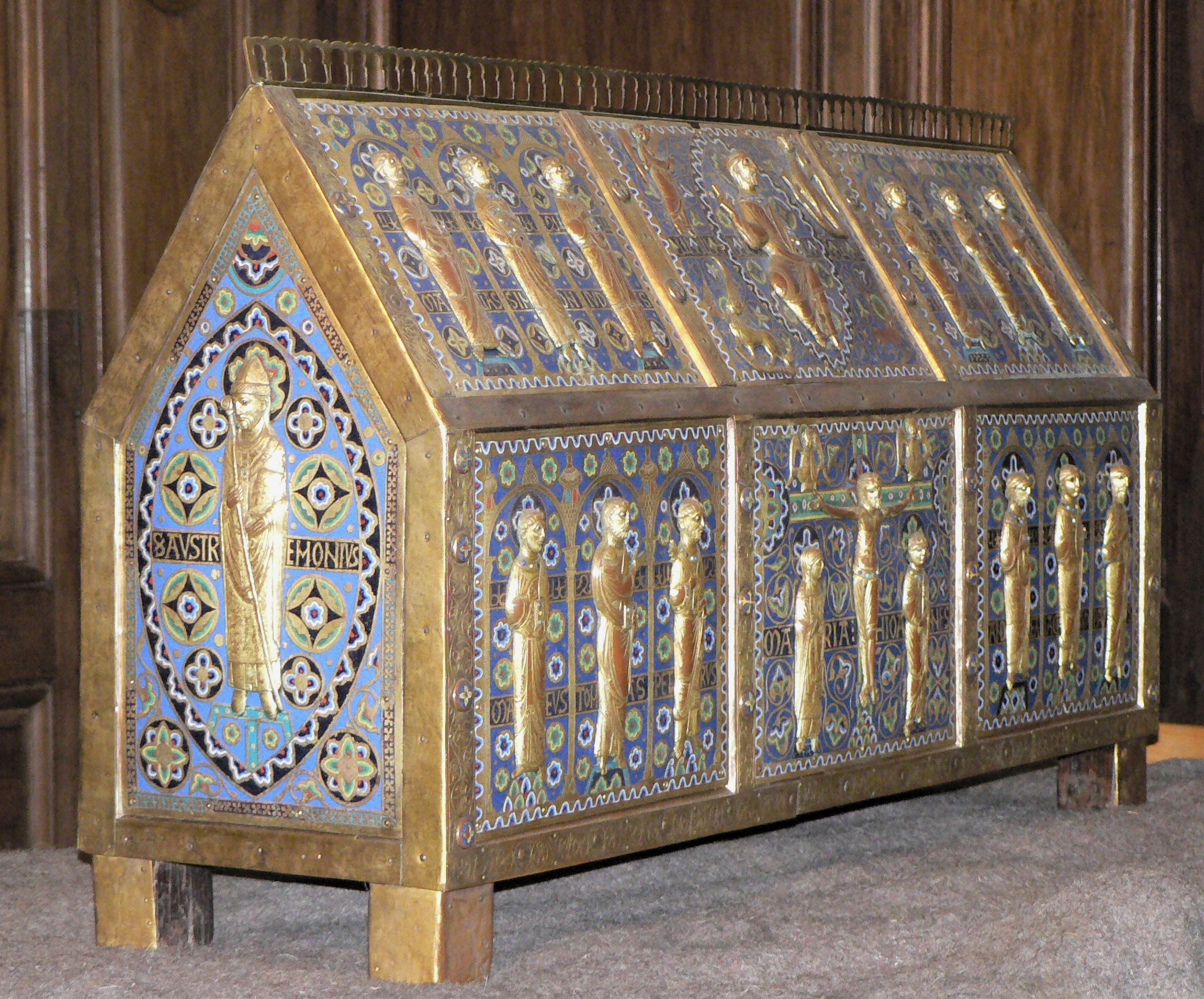
Vue d'ensemble de la châsse.

Les ossements des époux fondateurs de l'abbaye, Calmin et Namadie, sont entreposés dans ce coffre datant de la fin du XIIe siècle qui est la plus grande châsse en émaux champlevés du monde : 0,81 m × 0,24 × 0,45. Sa structure est en bois. On y a fixé quatorze plaques de cuivre sur lesquelles on a coulé l'émail dans de petites ciselures. Les plaques ont dû être ensuite cuites au four à une température approchant les 1000 °C.
Le décor des plaques n'est pas très original par rapport aux autres reliquaires réalisés durant cette période par l'atelier de Limoges. Le décor est assez répétitif avec en arrière-plan des rosaces et des motifs symétriques. En revanche, la face principale en relief présente, derrière les torses des personnages, des bandeaux de caractères pseudo-coufiques qui démontrent l'influence de l'art islamique au moment du retour des Croisés. Les personnages et autres montures ont été clouées puis dorées à l'or fin.
Cette châsse adopte la forme d'une église sans transept, ni chœur. Sur le faîte, une rangée d'une soixantaine d'arcs constitue la balustrade du coffre.

### La face et les pignons en relief
La face principale représente les douze apôtres (trois par panneau : symbole de la Sainte Trinité). Leur nom est inscrit en latin sur un bandeau les traversant au niveau des genoux. Au centre, le Christ est représenté deux fois : en gloire dans une mandorle avec le tétramorphe (symboles des quatre Apôtres, en haut) et crucifié accompagné de Marie et Jean (en bas).
Les deux pignons comportent respectivement une Vierge à l'Enfant assise en majesté et saint Austremoine, premier évêque et évangélisateur de l'Auvergne, dont les reliques sont aussi conservées à Mozac depuis 764 ou 848.

### La face sans relief
La dernière face est différente dans sa constitution par rapport aux pans précédents. Aucun personnage n'est en relief. On s'est contenté de creuser les divers motifs dans le cuivre. Mais, c'est la partie la plus intéressante pour l'historien car elle rappelle les grands faits de la fondation des trois monastères par saint Calmin et son épouse. Chaque fondation est représentée sur un panneau séparé. Pour comprendre l'ordre des créations, il faut d'abord étudier, de gauche à droite, les pans inférieurs pour remonter aux panneaux sous la crête de toiture. C'est un véritable symbole : on part du bas où sont contées les fondations pour monter ensuite aux cieux où sont décrites les obsèques de Calmin et Namadie.
Le premier panneau raconte en latin la fondation du Monastier-Saint-Chaffre (Haute-Loire) : « Sanctus Calminius construit unam abbatiam in Podiensi ep[iscop]atu in honore sancti Theofredi martyris » (Saint Calmin construisit une abbaye dans l'évêché du Puy en l'honneur de saint Théophrède, martyr.) L'église est au centre du panneau. D'un côté, les fondateurs, Calmin et Namadie dirigent la construction ; de l'autre, les ouvriers finissent l'édifice sur une échelle en étant dirigés par des anges. L'autel est recouvert d'un linge et supporte un calice.
Sur le deuxième panneau, on lit cette légende latine : « Sanctus Calminius senator romanus construit secundam abbatiam in Lemovicensi ep[iscop]atu, nomine Thuellam » (Saint Calmin, sénateur romain, construisit une deuxième abbaye dans l'évêché de Limoges, du nom de Tulle.) Pour être plus précis, il s'agirait plutôt de l'église de Laguenne près de Tulle. Les époux surveillent et bénissent la construction du nouveau monastère. L'église est encore placée au centre du panneau ; elle est aussi sur le point d'être finie. Deux ouvriers, cette fois, sont sur la toiture. C'est ce panneau qui sert de porte au reliquaire ; on aperçoit une petite serrure.
Le troisième et dernier panneau du bas présente la dernière fondation, celle de Mozac. L'autel n'a pas de linge ; il n'est pas consacré. L'auge à mortier des maçons est à la place du calice. Les deux maçons rencontrés au Monastier et à Tulle entament les murs. On peut lire cette nouvelle légende : « Sanctus Calminius construit tertiam abbatiam nomine Mauziacum in Arvernensi ep[iscop]atu, in honore sancti Caprasii et sancti Petri quam offert eis » (Saint Calmin construisit une troisième abbaye du nom de Mozac dans l'évêché d'Auvergne, en l'honneur de saint Caprais et de saint Pierre qui lui ont été offerts.)
Les deux premiers panneaux supérieurs montrent les obsèques respectives de Calmin et de Namadie. Calmin serait donc décédé avant sa femme. Les obsèques se déroulent quasiment dans les mêmes conditions : celles de Calmin sont présidées par un évêque et celles de Namadie par un abbé. On le voit grâce à la distinction des crosses et des mitres des personnages debout. L'âme de Calmin, qui prend la forme d'une figurine, monte au ciel, où elle est accueillie par deux anges. Dans le coin supérieur droit, la main de Dieu apparaît.
Le troisième et dernier panneau supérieur de cette grande face sans relief représente l'abbé Pierre, comme l'indique la formule latine : Petrus abbas. L'abbé de Mozac est revêtu de ses habits sacerdotaux. Il est placé devant l'autel, assisté de deux diacres. Au-dessus de cette scène, se déroule ce bandeau : « Petrus abbas Mauziacus fecit capsam precio[sam] » (L'abbé Pierre de Mozac fit faire cette précieuse châsse.) Il est donc possible de dater approximativement ce chef-d'œuvre. Sept abbés du nom de Pierre ont occupé le siège abbatial de Mozac. Il s'agirait de la commande de Pierre III de Marsat, abbé mentionné dans les archives en 1168 et 1181.

## Expositions et restaurations
La châsse de saint Calmin fut exposée une dizaine de fois en dehors de l'abbatiale Saint-Pierre de Mozac où elle est conservée, notamment entre le 12 novembre et le 12 décembre 1963 dans les appartements Borgia du Vatican ; Pierre Verlet, conservateur en chef au département des objets d'art du musée du Louvre, présenta la châsse de Mozac au pape Paul VI.
Du 5 février au 24 mai 1965, la châsse est présentée lors de l'exposition Trésors des églises de France au Musée des Arts décoratifs (Paris).
Elle fut restaurée par des spécialistes de l'émaillerie et des dorures pour la première fois en 1980 à l'occasion de « l'année du patrimoine » (ministère de la Culture). En 2013, c'est Fabienne Dall'Ava (restauratrice du Patrimoine) qui intervient sur l'œuvre,.

## Autre châsse
L'église de Laguenne (près de Tulle), également fondée par Calmin, possédait une châsse en émaux de Limoges, qui au contraire de celle de Mozac ne rend pas hommage à l'épouse Namadie. Ce second coffre-reliquaire a été légué au musée Dobrée à Nantes en 1896 où il y est depuis cette date exposé. D'abord vendue en 1841 par le curé de Laguenne à un quincaillier qui la revendit à un orfèvre parisien, la châsse passa ensuite sur le marché de l’art, et, quelques années plus tard fut acquise par le prince Soltykoff. Lors de la vente de sa collection, en avril 1861, Thomas Dobrée en devint acquéreur.
La châsse du musée Dobrée est plus petite que celle de Mozac (hauteur : 52 cm, largeur : 68 cm, épaisseur : 20,5 cm) et réalisée vers 1230, soit une cinquantaine d'années au minimum après sa grande sœur mozacoise. L'existence de deux châsses s'expliquerait par le partage des reliques au cours du XIIe siècle, entre 1126 (sac de l'église de Mozac et vandalisme de la première châsse) et 1172 (découverte du corps de Calmin dans un tombeau dans la crypte de Laguenne). Les moines de Mozac ont dû accepter la translation de certains restes du saint vers Laguenne.

## Galerie

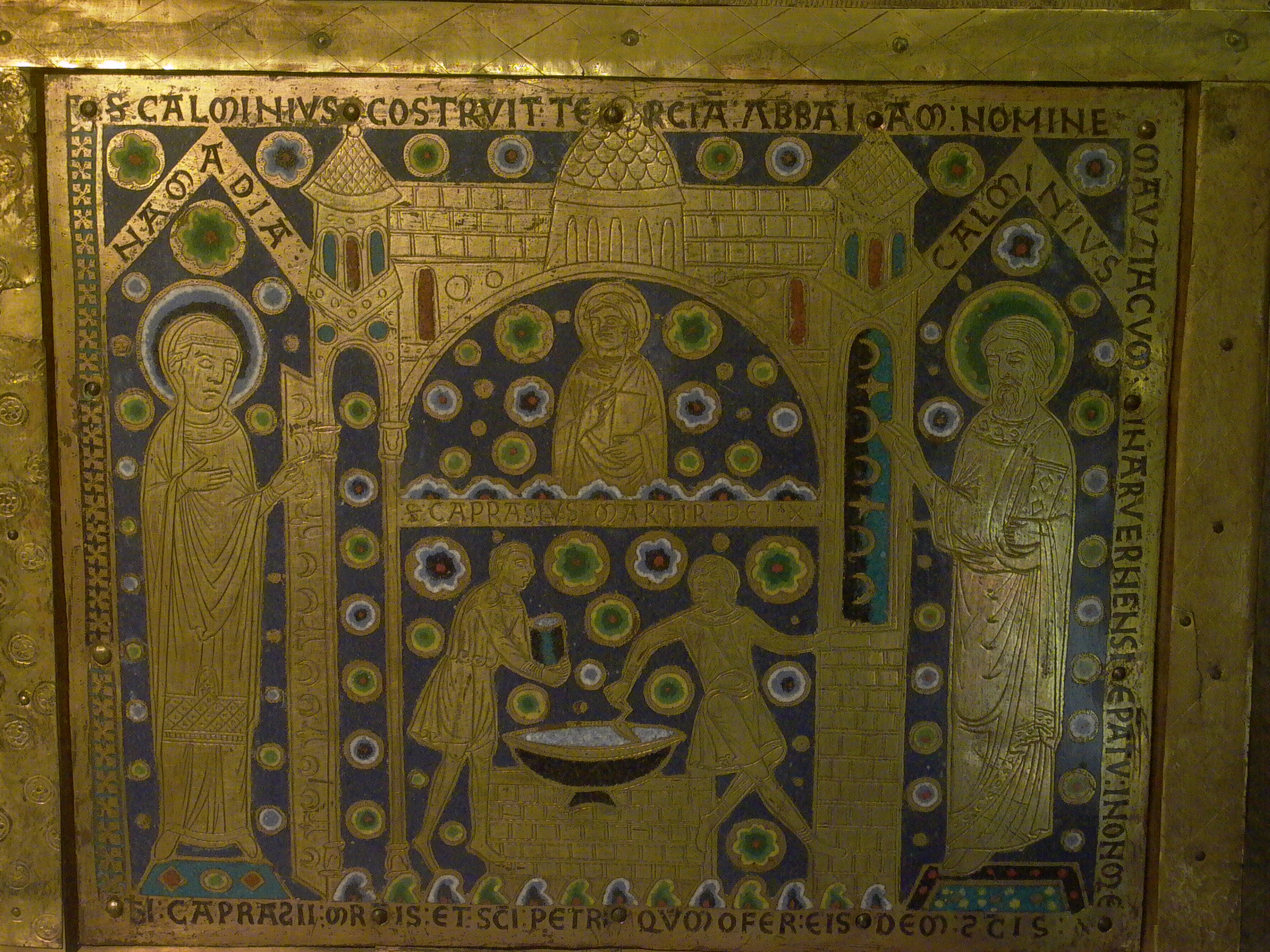
Maçons construisant l'abbaye de Mozac.
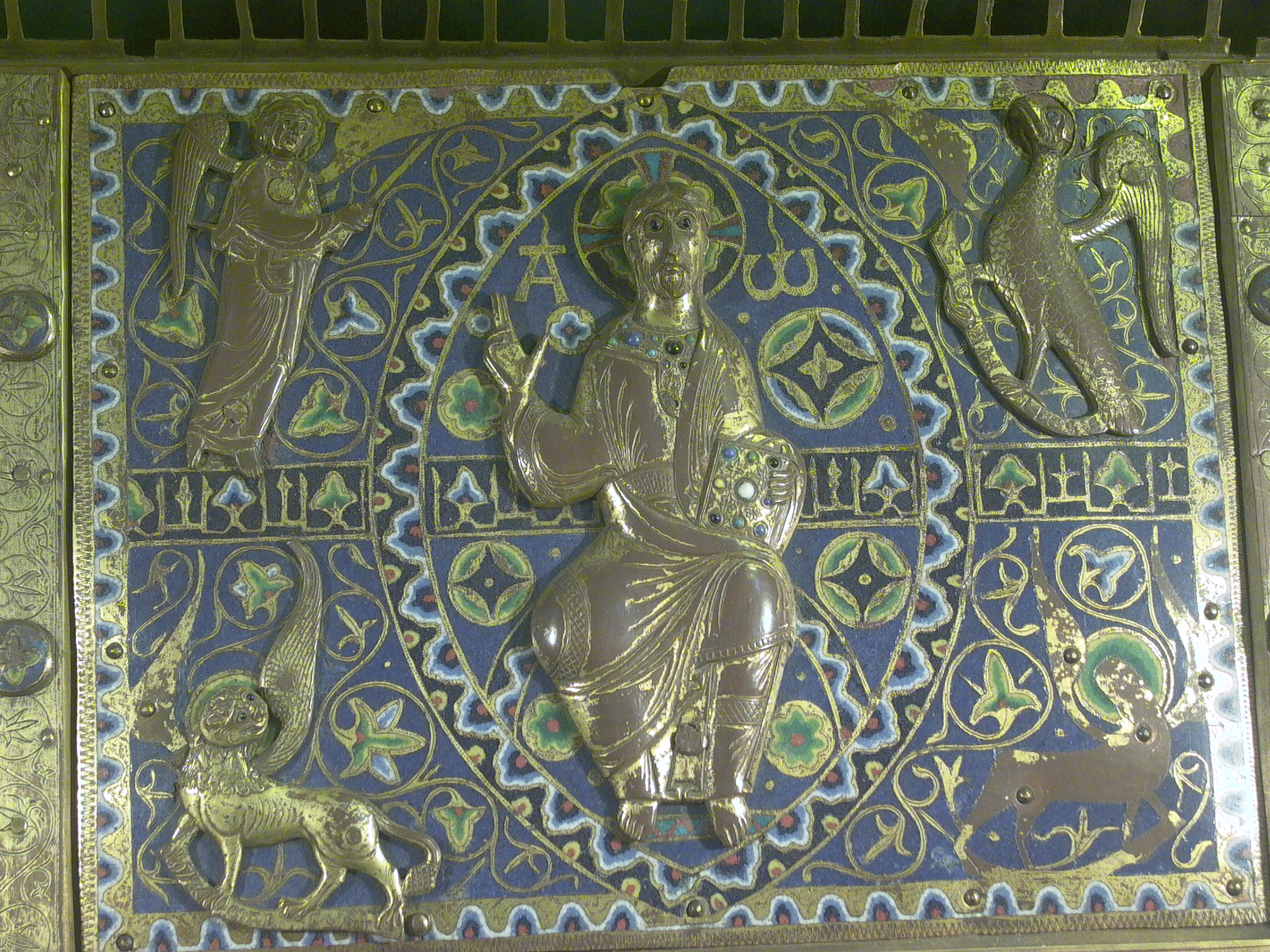
Christ en gloire et le tétramorphe.
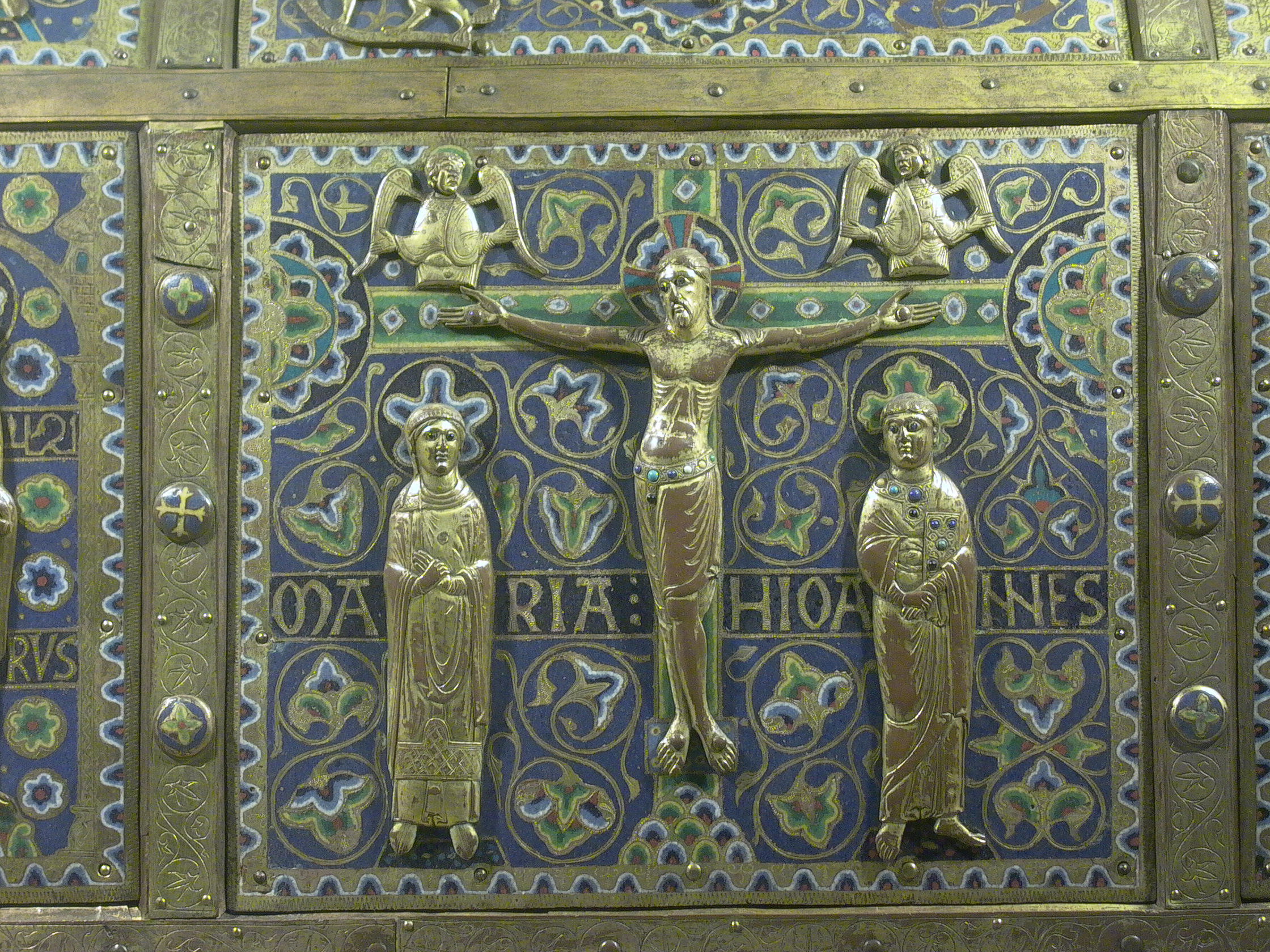
Christ crucifié avec (à droite) Marie et (à gauche) Saint Jean.
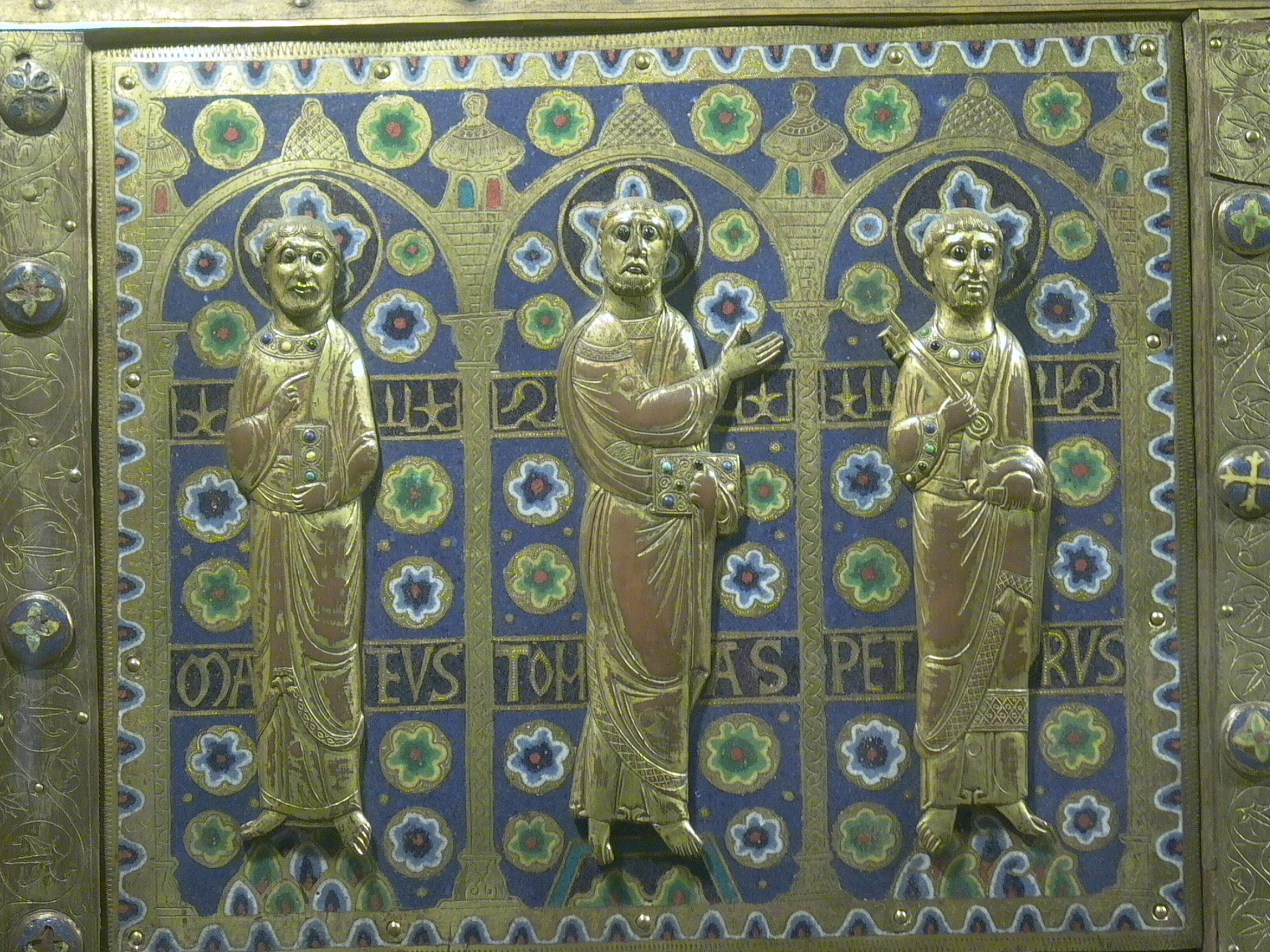
Les apôtres Matthieu, Thomas et Pierre.
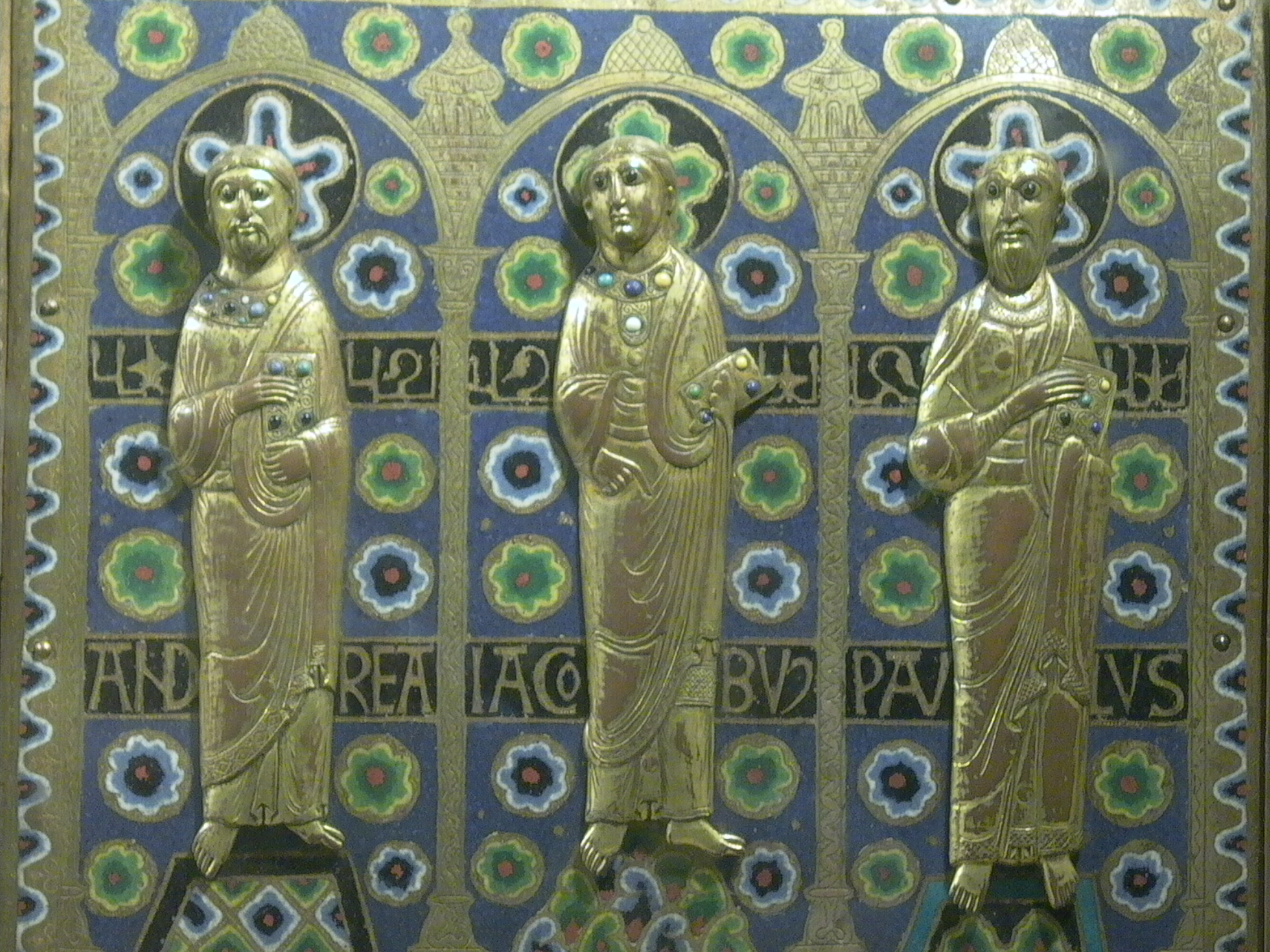
Les apôtres André et Jacques, ainsi que Paul.
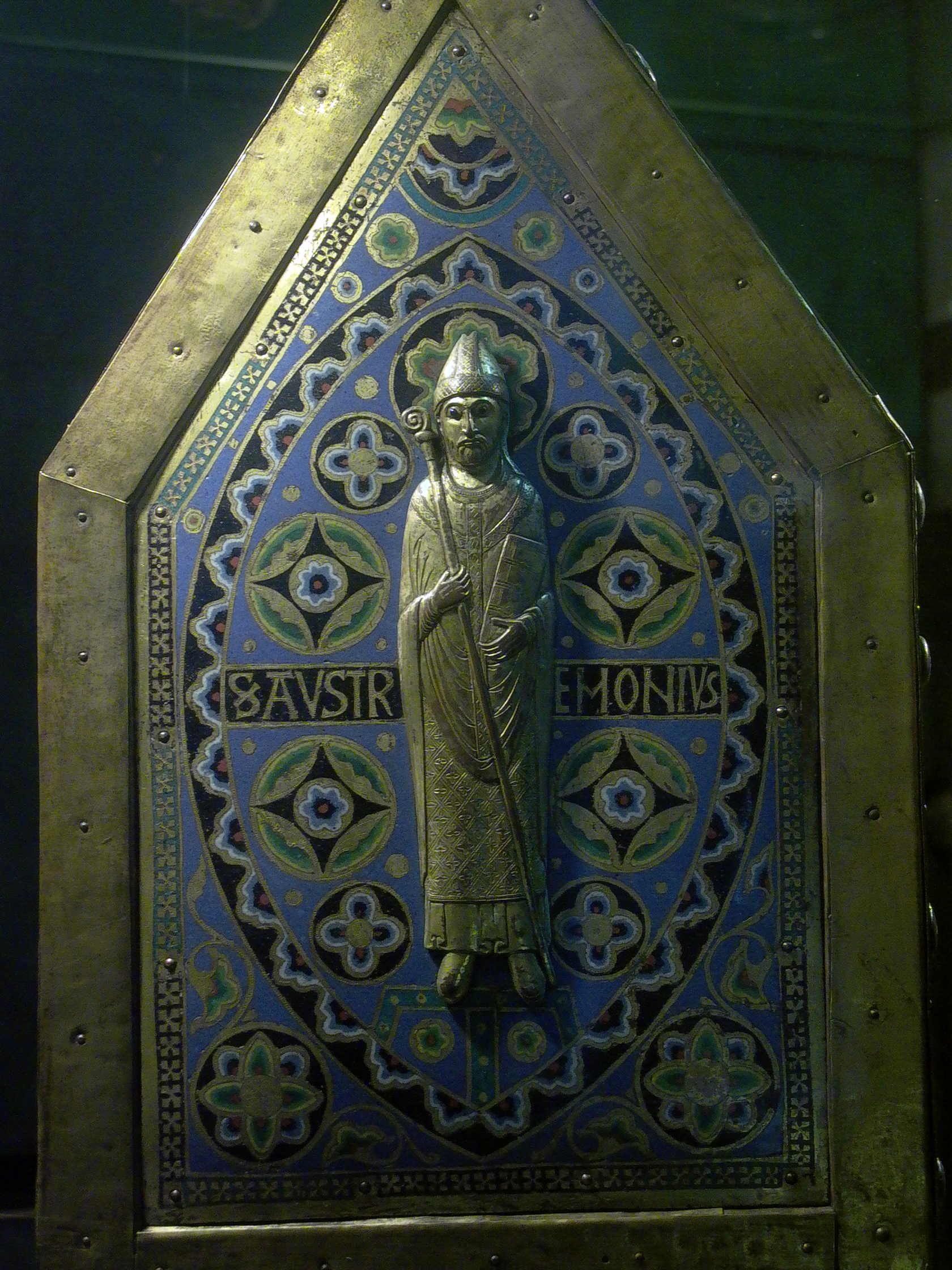
Saint Austremoine, évangélisateur de l'Auvergne.
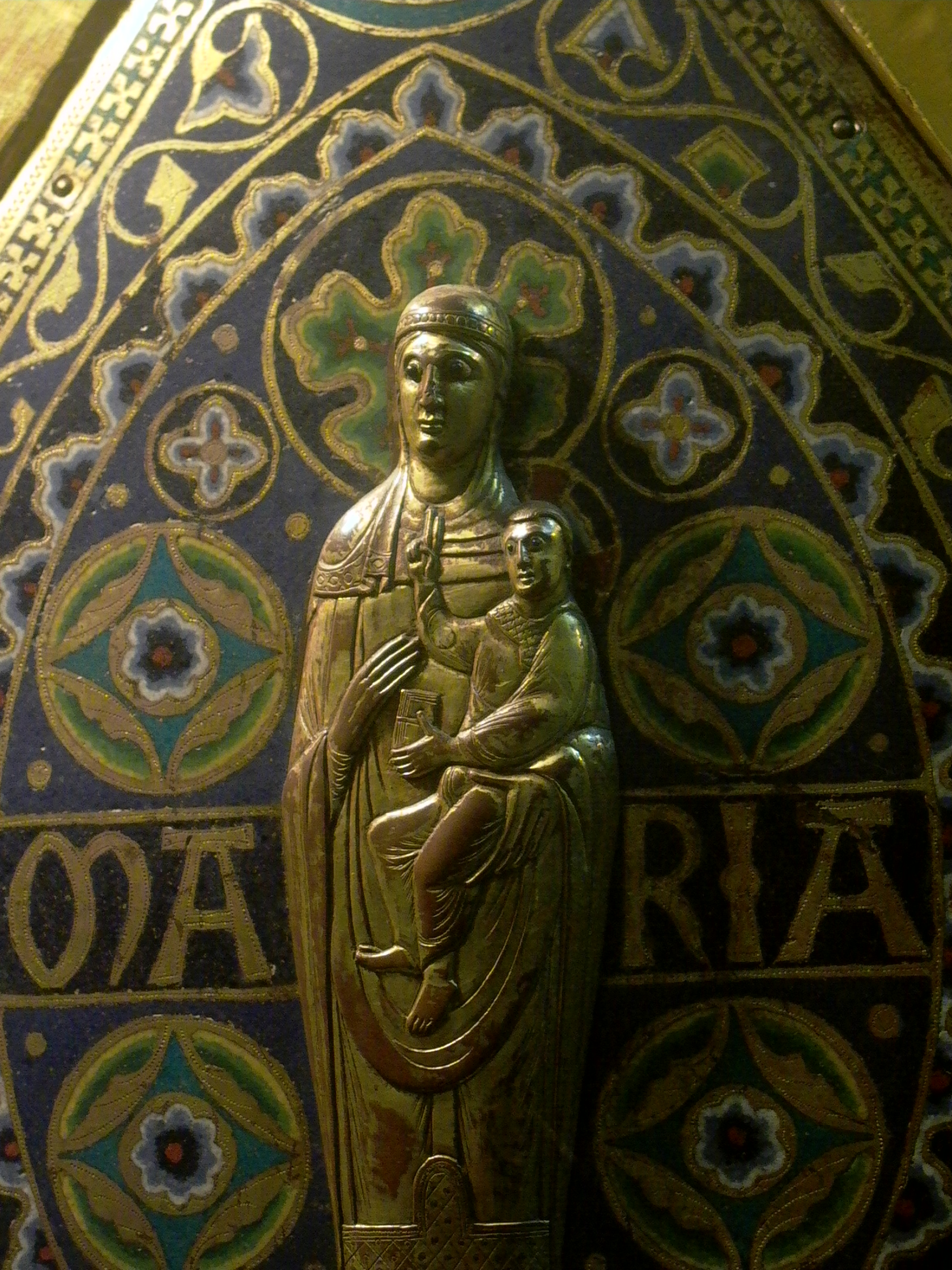
Vierge à l'Enfant.
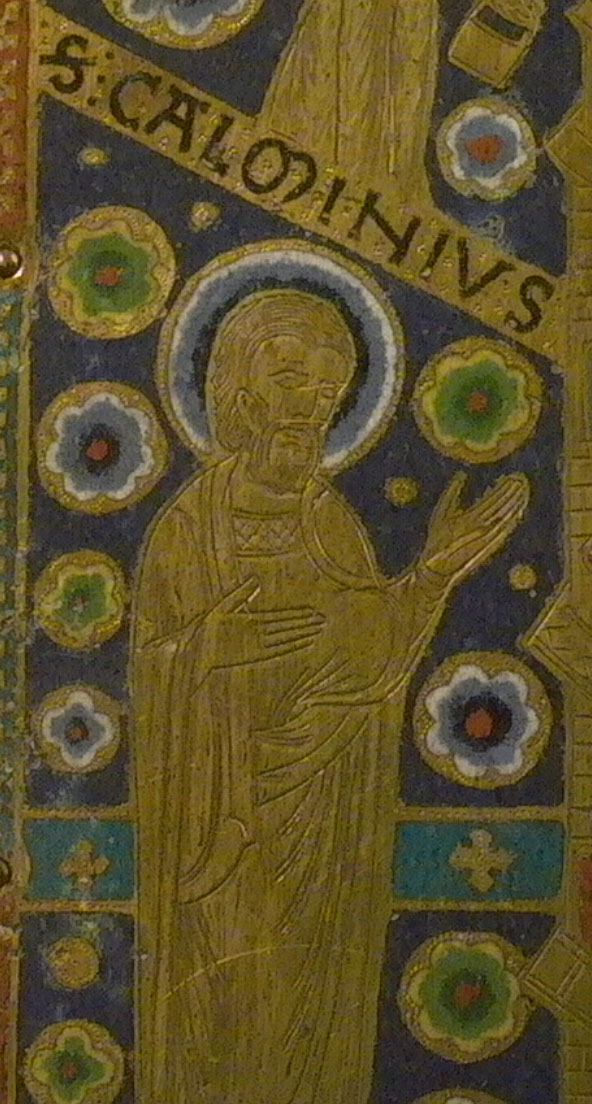
Saint Calmin.
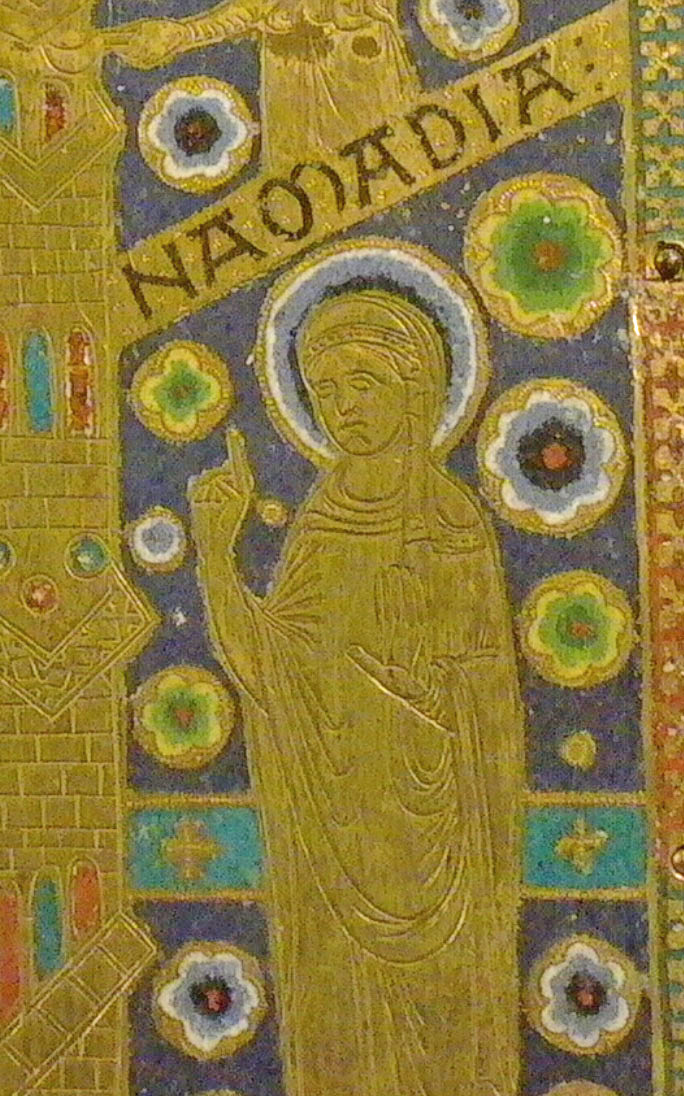
Sainte Namadie.
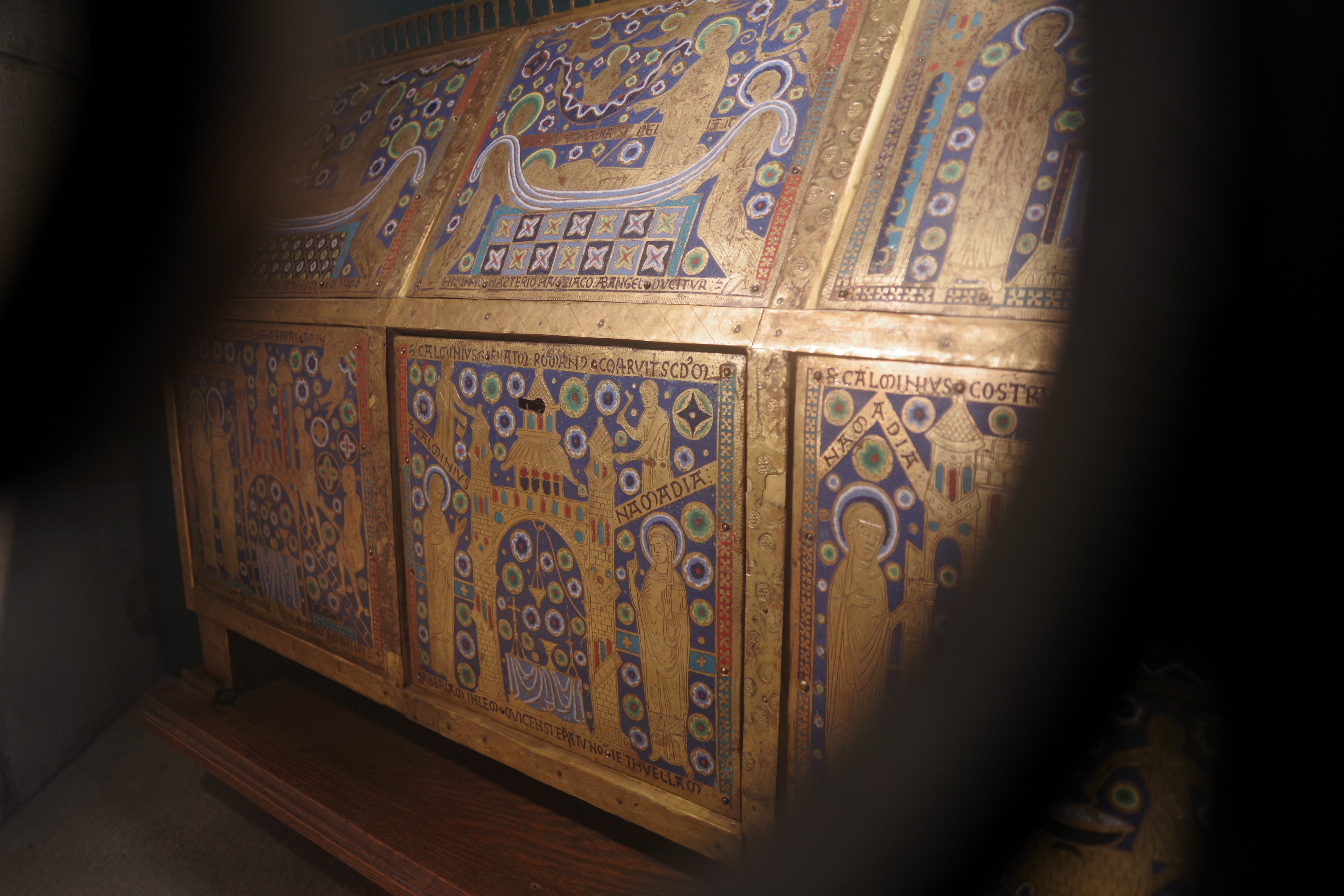
Vue globale de la face arrière.